# District de Mikata (Fukui)
Pour les articles homonymes, voir District de Mikata.
Le district de Mikata (三方郡, Mikata-gun) est un district de la préfecture de Fukui, au Japon.

## Géographie

### Démographie
Selon une estimation du 1er décembre 2011, la population du district de Mikata était de 10 380 habitants répartis sur superficie de 152,32 km2 (densité de population de 68 hab./km2).

## Municipalité du district
- Mihama